# (Не)Совершенная случайность. Как случай управляет нашей жизнью
(Не)Совершенная случайность. Как случай управляет нашей жизнью (англ. The Drunkard's Walk: How Randomness Rules Our Lives) — научно-популярная книга Леонарда Млодинова, изданная в 2008 году на английском языке в издательстве Pantheon Books, посвящена вопросам теории вероятностей, теории случайных блужданий, научной и прикладной статистики. На русский язык была переведена и издана в 2010 году.

## Содержание
Автор книги — Леонард Млодинов, американский физик, работавший в Институте Макса Планка и Калифорнийском технологическом институте, популяризатор науки, выступающий сценаристом телевизионных научно-популярных передач.
В книге автор раскрывает психологические иллюзии, которые мешают человеку понять всё: от выбора акций до дегустации вин, от выигрыша в лотерею до сути правил безопасности дорожного движения. Однако основная часть книги посвящена вопросам вероятности и развитию теории вероятности на протяжении веков.
Пролог и первая глава книги вводят читателя в курс дела и на нескольких примерах показывают, что мыслительные процессы человека часто несовершенны, когда дело доходит до понимания ситуаций или результатов, в которые вовлечена случайность. Случайные события часто выглядят как неслучайные, и важно не перепутать их. Разум человека с трудом справляется с неопределённостью, однако люди часто попадают в ситуации, когда они не располагают полной информацией.
Обычно всё идёт неплохо, но иногда люди принимают неверные решения с ужасными последствиями или делают неверные выводы, потому что слишком часто путают мастерство с удачей и корреляцию с причинно-следственной связью. Особенно это касается последнего, поскольку людское стремление к определённости заставляет разум искать закономерности и причины событий, а затем соглашаться на удобную — как в классическом примере, вызвавшем интерес Канемана, когда инструкторы ВВС думали, что крик на курсантов улучшает их результаты после ошибки — что на самом деле было ожидаемым результатом случайности через механизм регрессии к среднему.
Автор возвращается к зарождению математики у древних греков, которые не имели понятия о вероятности — именно более практично ориентированные римляне увидели в ней ценность. После этого в данной науке наступил серьёзный перерыв, пока азартные игроки (а также философы и математики), начиная с 16-го века, не взялись за дело. Далее автор знакомит читателя с Кардано, Галилеем, Паскалем, Ферматом, Бернулли, Лапласом, Гауссом и Байесом через такие понятия, как пространство выборок, законы больших и малых чисел, частотная интерпретация случайности и субъективная интерпретация случайности, заблуждение азартного игрока и заблуждение прокурора, ложноположительные результаты, закон ошибок и нормальные распределения, доверительные уровни, дисперсия и стандартное отклонение.
Читатель может почерпнуть из книги много важных уроков, например, о том, что опасно судить о способностях по кратковременным результатам (что обычно является результатом ошибочного применения закона малых чисел), или предполагать, что успех автоматически вытекает из мастерства или гениальности. Млодинов также подчёркивает фундаментальное различие между статистикой и вероятностью и предостерегает от того, что цифры всегда кажутся убедительным аргументом (например, оценка в школе), даже если это не  подкреплено доказательствами.
Одна из глав книги посвящена человеческой природе — искать закономерности и придавать смысл всему (даже если его там нет). Во многом это коренится в человеческом стремлении к контролю, и часто для человека достаточно довольствоваться иллюзией контроля, ведя себя так, как будто случайные события действительно поддаются контролю, ведь если люди согласятся с тем, что все происходит случайно, это будет означать, что они не контролируют ситуацию, что для некоторых может быть неприемлемо. Это одна из причин широко распространённого явления предвзятости подтверждения.
Автор дал читателям три важных по его мнению совета:
1. осознать, что случайные события порождают закономерности;
2. научиться подвергать сомнению свои представления и теории;
3. тратить столько же времени на поиск доказательств того, что человек ошибается, сколько на поиск причин своей правоты.

В заключительной части книги автор отмечает, что «теория нормальной случайности жизни» показывает не то, что связь между действиями и вознаграждениями случайна, а то, что случайные влияния не менее важны, чем качества и действия конкретного человека. Так что способности сами по себе не гарантируют успеха, но если человек способен, то он может повысить свои шансы за счёт количества использованных шансов.  Млодинов говорит, что важно планировать, но с открытыми глазами и пониманием того, как все работает на самом деле, а не только как это представляется.